# Alfred Müller-Kranich
Alfred Müller-Kranich (* 1955 in Kötzting) ist ein deutscher Komponist und Organist.
Müller-Kranich studierte unter anderem an der Hochschule für Musik und Theater München, dem Mozarteum Salzburg und der Musikhochschule des Saarlandes Konzertfach Orgelimprovisation, Kirchenmusik, dabei Orgel unter anderem bei Daniel Roth und Stefan Klinda sowie Komposition bei Wilhelm Killmayer. Außerdem studierte er Musikpädagogik, Schulmusik, Musikwissenschaft, Theaterwissenschaften und Philosophie.
Er wurde mit dem 1. Förderpreis der Landeshauptstadt München ausgezeichnet und war Mitglied der Studienstiftung des deutschen Volkes; 1995 war er außerdem Finalist des internationalen Orgelimprovisationswettbewerbes Knokke-Heist. Internationale Kurse bei Michael Radulescu, Ton Koopman, Harald Vogel, Nigel Allcoat, Jos van der Koy, Renate Zimmermann und Wolfgang Seifen rundeten seine Ausbildung ab.
Mehrere Jahre war Müller-Kranich als Regionalkantor im Bistum Osnabrück tätig; von 1988 bis 2018 amtierte er als Kantor an der Basilika St. Matthias in Trier. Weiterhin lehrt er an der Kirchenmusikschule Trier, arbeitet als freier Referent des Bistums Trier, hat eine Honorarprofessur für Orgel an der Kirchenmusikabteilung der Hochschule für Musik in Mainz inne und publiziert.
Müller-Kranich ist ein international tätiger Konzertorganist; in mehreren Rundfunk- und Fernsehanstalten der BRD trat er als Organist, Komponist, Improvisator auf. Der Schwerpunkt seiner Konzerttätigkeit liegt sowohl auf der alten Musik bis zurück zu den Anfängen der Orgelmusik als auch auf der Avantgarde, daneben bevorzugt er Improvisationen in unterschiedlichen Stilen. Verschiedene musikwissenschaftliche Schriften (unter anderem bei Melos), Orgelwerke (im Paulinusverlag) und Musik mit Harfe (bei Pro Musica et Arte) sowie Chorwerke (bei SOL-Musik und Kessler) wurden von ihm veröffentlicht.